# Klaus Mäkelä
Klaus Mäkelä (ur. 17 stycznia 1996 w Helsinkach) – fiński wiolonczelista i dyrygent.

## Biografia
Klaus Mäkelä urodził się w Helsinkach 17 stycznia 1996 roku. Oboje rodzice są nauczycielami muzyki. Jego ojciec jest wiolonczelistą, a matka pianistką. Jego młodsza siostra jest tancerką baletową. Jest absolwentem Akademii Sibeliusa w Helsinkach. Mäkelä studiował dyrygenturę u Jormy Panula, zaś wiolonczelę u Marko Ylönena, Timo Hanhinena i Hannu Kiiskiego. Od 2017 roku prowadził Orkiestrę Symfoniczną Szwedzkiego Radia. W latach 2020–2021 był głównym dyrygentem Filharmonii w Oslo. Od 2021 roku jest dyrektorem muzycznym Orchestre de Paris. Klaus Mäkelä współpracuje z holenderską Koninklijk Concertgebouworkest, Chicagowską Orkiestrą Symfoniczną oraz Orkiestrą Filharmonii Monachijskiej.
Jest artystą nagrywającym na wyłączność dla Decca Classics. Mäkelä nagrał wszystkie symfonie Jeana Sibeliusa z Oslo Philharmonic, szereg dzieł Igora Strawinskiego i Claude’a Debussy’ego z Orchestre de Paris oraz w sierpniu 2024 roku, symfonie Dmitrija Szostakowicza nry 4, 5 i 6.  